# Christmas Spirit
Christmas Spirit (español: Espíritu de Navidad) es el decimosexto álbum de la cantante Donna Summer, lanzado bajo el sello PolyGram en 1994. De temática navideña, Christmas Spirit posee diez canciones que mezclan favoritos tradicionales y contemporáneos, como también algunas composiciones originales. El álbum dio lugar a una nueva variación de estilo para Summer, inclinándose por la música vocal, el gospel y el jazz, lejos de su imagen de artista de música disco y dance.
Christmas Spirit fue producido por Michael Omartian, quien ya había trabajado con Summer y producido sus álbumes She Works Hard for the Money y Cats Without Claws en los 80. Además, participó como compositor de las canciones "Christmas is Here", "Christmas Spirit" y "Lamb of God" con Summer y su esposo Bruce Sudano. El resto de los temas son clásicos navideños, como "White Christmas" (Blanca Navidad), "O Come All Ye Faithful" (Adeste fideles), "Joy to the World" (Regocijad, Jesús nació) y "O Holy Night" (Oh, Santa Noche). Entre los favoritos contemporáneos, se encuentra "Breath of Heaven", original de la cantante Amy Grant.
El álbum fue relanzado por el sello Mercury el año 2005 bajo el nombre 20th Century Masters - The Christmas Collection.

## Lista de canciones
| N.º | Título                                                                                | Escritor(es)                                                                       | Duración |  |
| 1.  | «White Christmas»                                                                     | Irving Berlin                                                                      | 2:55     |  |
| 2.  | «The Christmas Song»                                                                  | Mel Tormé, Bob Wells                                                               | 4:20     |  |
| 3.  | «O Come All Ye Faithful»                                                              | Frederick Oakeley, John Francis Wade                                               | 4:40     |  |
| 4.  | «Christmas is Here»                                                                   | Donna Summer, Michael Omartian, Stormie Omartian                                   | 3:22     |  |
| 5.  | «Christmas Medley: What Child is This? / Do You Hear What I Hear? / Joy to the World» | William Chatterton Dix / Noël Regney, Gloria Shayne Baker / Georg Friedrich Händel | 5:20     |  |
| 6.  | «I'll Be Home for Christmas»                                                          | Buck Ram, Kim Gannon, Walter Kent                                                  | 3:30     |  |
| 7.  | «Christmas Spirit»                                                                    | Summer, Omartian, Bruce Sudano                                                     | 4:53     |  |
| 8.  | «Breath of Heaven»                                                                    | Amy Grant, Chris Eaton                                                             | 6:04     |  |
| 9.  | «O Holy Night»                                                                        | Adolphe Adam, John Sullivan Dwight                                                 | 4:12     |  |
| 10. | «Lamb of God»                                                                         | Summer, Omartian                                                                   | 7:24     |  |

## Personal
- Lisa Bevill: voz
- Travis Cottrell, Thomas "Butch" Curry, Mary George, Rick Gibson, Lisa Glasgow, Stephanie Hall, David Holloway, Sarah Huffman, Mark Ivey, Tammy Jenson, Russell Mauldin, Donna McElroy, Ellen Musick, Guy Penrod, Angelo Petrucci, Veronica Petrucci, Gary Robinson, Susanne Schwartz, Chuck Sullivan, Leah Taylor, Roz Clark Thompson, Mel Tunney, Dave Williamson: coros
- Kimberly Fleming, Rachel Gaines, Michael Mellett, Amanda Omartian, Akil Thompson: voz, coros
- Heritage Children's Choir: coro de niños
- Dan Huff, Jerry McPherson: guitarra
- Ronn Huff: conductor
- The Nashville String Machine: orquesta
- Daniel O'Lannerghty: batería
- Michael Omartian: coros, teclado, órgano, piano, sintetizador
- Mary P. Stephenson: conductora de coro
- Donna Summer: voz principal
- Chester Thompson: batería

## Producción
- Producido por Michael Omartian
- Coordinación producción: Adam Abrams, Suzy Martinez
- Masterización digital: Suha Gur (relanzamiento del 2005)
- Mezclado por Terry Christian
- Arreglos orquestales: Ronn Huff
- Ingenieros: Terry Christian, Jim Dineen
- Ingenieros asistentes: Mark Capps, Robert Charles, Jon "JD" Dickson, Larry Jefferies, Scott Link, King Williams
- Supervisor de relanzamiento: Bill Levenson
- Diseño: Giulio Turturro
- Dirección de arte: Vartan
- Foto de carátula: Harry Langdon
- Coordinación de fotografía: Ryan Null